# Helminthope psammobionta
Helminthope psammobionta Salvini-Plawen, 1991 è un mollusco nudibranco appartenente alla famiglia Rhodopidae. È l'unica specie nota del genere Helminthope.